# Мелик-шах I
Мели́к-шах (Маликшах, Малик-шах Абуль-Фатх Джалал ад-Дин Мелик-шах ибн Алп-Арслан, перс. ملكشاه‎; 16 августа 1055 — 19 ноября 1092) — сельджукский султан с 1072 года, сын и преемник Алп-Арслана. В правление Мелик-шаха сельджукское государство пришло к точке своего наивысшего могущества.
При Мелик-шахе I столица империи была перенесена из Рея в Исфахан.

## Завоевания

Территория Сельджукской империи ко времени смерти Мелик-шаха

В самом начале своего правления Мелик-шах подавил мятеж своего дяди Кавурда - бея и казнил его.
Мелик-шах расширял границы Сельджукской империи. Были захвачены Северная Сирия и часть Палестины.
Позже, в 1074 году, он решил двинуть свои военные силы против караханидского хана Шамс аль-Мулька, властителя Самарканда. Главное сражение произошло недалеко от Карши. Ханские войска были наголову разбиты Сельджукидами. После этого ими были захвачены Бухара и Самарканд.
В 1079 году состоялся поход в Грузию и Армению.
Некоторое время Сельджукиды воздерживались от крупных походов, но уже в 1089 году началась новая военная кампания, в ходе которой была захвачена Фергана. Сельджукская империя расширилась до границ Восточного Туркестана.

## Строительство, искусство и наука
Кроме военной деятельности, Мелик-шах занимался и восстановлением разрушенных и разорённых после войн и восстаний районов проживания его подданных. Его государство разделялось на 12 вассальных княжеств управляемых сельджукскими аристократами и военачальниками. Для того, чтобы облегчить пути сообщения между своими ленными владениями Мелик-шах улучшал дороги, также он строил здания общего пользования — караван-сараи, были возведены сотни мечетей, медресе, дворцов. При дворе процветали искусство и поэзия, а также наука. При Мелик-шахе была проведена реформа календаря, созданы высшие школы в Герате, Багдаде, учёным оказывалось всяческое покровительство. В качестве визиря (главного министра) при нём служил Низам аль-Мульк, которому приписывается трактат Сийасат-наме («Книга о правлении»). В это время жили и творили Омар Хайям, Абу Хамид аль-Газали.

## Внутренняя политика
Будучи ортодоксальными суннитами, султаны осуществляли преследования шиитов, в частности, исмаилитов Хасана ибн Саббаха. Последователям Саббаха удалось занять крепость Аламут недалеко от Казвина, и войско под командованием эмира Арслан-Таша, отправленное Малик-шахом, не смогло отбить её. Гулям султана Кзыл Саруг осадил крепость Дару в Кухистане, но прекратил военные действия в связи со смертью Мелик-шаха, наступившей 19 ноября 1092 года, возможно, по причине отравления. Султан был похоронен рядом с могилой своего отца Алп-Арслана в Мерве. После смерти Мелик-шаха началась борьба за власть между его сыновьями.

## Образ в искусстве

### В кино
- «Хранитель: Легенда об Омаре Хайяме» (2005)
- «Пробуждение: Великие Сельджуки» (2020) — в турецком современном сериале известный актёр Бугра Гюльсой сыграл сельджукского султана Мелик — шаха.